# 박선영 (1966년)
박선영(한국 한자: 朴善榮, 1966년 10월 22일~ 1987년 2월 20일)은 대한민국의 학생 민주운동가였다.
1985년 3월 서울교육대학 수학교육과에 입학했다. 독재정권과 교대의 폭압성에 맞서 싸우다가 1987년 8장의 유서를 남기고 자결했다.
사후 1996년 2월 29일을 기하여 서울교육대학교에서 명예 학사 학위가 추서되었다.
서울교대 학생이었으나 당시 교대 상황상 학내에서 활동하기는 힘들었고 주 활동 조직은 외부에 있었다.
그의 죽음은 서울교대와 전국 교대의 민주화운동의 도화선이 되었다고 평가된다.

## 출생
1966년 10월 22일(음력 9월 8일) 전라남도 화순군 도암면에서 아버지 박운주와 어머니 오영자 슬하 3남 2녀 중 차녀로 태어났다. 
화순 천태초등학교, 순천 동산여자중학교, 전남여자고등학교를 졸업하고 1985년 3월 서울교육대학교 수학교육과에 입학했다. 독재정권과 교대의 폭압성에 맞서 싸우다가 1987년 2월 20일 8장의 유서를 남기고 목을 매 자결했다.
서울교대 학생이었으나 당시 교대 상황상 학내에서 활동하기는 힘들었고 주 활동 조직은 외부에 있었다. 그의 죽음은 서울교대를 위시한 전국 교대 민주화운동의 도화선이 되었다고 평가된다.

## 참고 문헌
- 김기선 (2001년 5월 31일). 《저는 열네 살 선영이에요》. 삶이보이는창. ISBN 9788995220511.

- 《너는 살고 내가 죽었다》. MBC 스페셜 356회, 87년 6월 민주화 항쟁 20주년 특집 다큐멘터리. 2007년 6월 2일.